# Chính phủ Nguyễn Xuân Phúc
Chính phủ Nguyễn Xuân Phúc, hay còn được gọi là Chính phủ Quốc hội khóa XIV là một chính phủ được Quốc hội khóa XIV phê chuẩn thông qua.
Người đứng đầu chính phủ là Thủ tướng Nguyễn Xuân Phúc. Ông cũng như những thành viên Chính phủ khác đã được Quốc hội bầu ra tại kỳ họp thứ 11, Quốc hội khóa XIII và việc bổ nhiệm đã được phê chuẩn tại kỳ họp thứ nhất, Quốc hội khóa XIV.

## Danh sách thành viên Chính phủ (2016-2021)
Kỳ họp thứ nhất Quốc hội khóa XIV họp từ ngày 20/7 đến 29/7/2016. Tại kỳ họp này, Quốc hội đã bầu ban lãnh đạo và thành viên của Chính phủ.
Tại kỳ họp thứ 11 (24/3/2021 - 8/4/2021), Quốc hội khóa XIV đã bầu ban lãnh đạo và thành viên của Chính phủ.
| Thành viên Chính phủ Quốc hội khóa XIV | Thành viên Chính phủ Quốc hội khóa XIV                                | Thành viên Chính phủ Quốc hội khóa XIV                                                                  | Thành viên Chính phủ Quốc hội khóa XIV                                     |
| --- | --------------------------------------------------------------------- | --- | -------------------------------------------------------------------------- |
| Lãnh đạo Chính phủ – quản lý toàn diện mọi hoạt động thuộc chức năng, nhiệm vụ, quyền hạn của Chính phủ Chức vụ đã thay thế trong nhiệm kì Quốc hội Chức vụ giữ nguyên từ nhiệm kì Quốc hội trước |                                                                       | |                                                                            |
| Nguồn: |                                                                       | |                                                                            |
| Chức vụ Nội dung phụ trách & Ngày nhậm chức | Đuơng chức                                                            | Chức vụ Nội dung phụ trách & Ngày nhậm chức                                                             | Đuơng chức                                                                 |
| – Thủ tướng Chính phủ Nhậm chức 7 tháng 4 năm 2016 | Phó Thủ tướng Nguyễn Xuân Phúc từ Quảng Nam                           | – Phó Thủ tướng Thường trực Chính phủ Phó thủ tướng từ 9 tháng 4 năm 2016 Nhậm chức 16 tháng 8 năm 2016 | Chánh án Tòa án nhân dân tối cao Trương Hòa Bình từ Long An                |
| – Phó Thủ tướng Chính phủ Phụ trách Công thuơng, Xây dựng, Năng lượng Nhậm chức 9 tháng 4 năm 2016                                                                                                | Bộ trưởng Bộ Xây dựng Trịnh Đình Dũng từ Vĩnh Phúc                    | – Phó Thủ tướng Chính phủ Phụ trách Y tế, Khoa giáo - Văn xã Nhậm chức 13 tháng 11 năm 2013             | Bộ trưởng, Chủ nhiệm Văn phòng Chính phủ Vũ Đức Đam từ Hải Dương           |
| – Phó Thủ tướng Chính phủ Phụ trách Kinh tế tổng hợp Ghế trống từ 11 tháng 6 năm 2020 | N/A Ghế trống do đã miễn nhiệm Vương Đình Huệ                         | – Phó Thủ tướng Chính phủ Phụ trách Nội chính, Ngoại giao Nhậm chức 13 tháng 11 năm 2013                | Bộ trưởng Bộ Ngoại giao Phạm Bình Minh từ Nam Định                         |
| Cơ quan cấp bộ |                                                                       | |                                                                            |
| – Bộ trưởng Bộ Quốc phòng Nhậm chức 9 tháng 4 năm 2016 | Chủ nhiệm Tổng cục chính trị Ngô Xuân Lịch từ Hà Nam                  | – Bộ trưởng Bộ Công an Nhậm chức 9 tháng 4 năm 2016                                                     | Thứ trưởng Tô Lâm từ Hưng Yên                                              |
| – Bộ trưởng Bộ Nội vụ Nhậm chức 9 tháng 4 năm 2016 | Thứ trưởng Lê Vĩnh Tân từ Đồng Tháp                                   | – Bộ trưởng Bộ Ngoại giao Nhậm chức 3 tháng 8 năm 2011                                                  | Thứ trưởng Thường trực Phạm Bình Minh từ Nam Định                          |
| – Bộ trưởng Bộ Kế hoạch và Đầu tư Nhậm chức 9 tháng 4 năm 2016 | Thứ trưởng Nguyễn Chí Dũng từ Hà Tĩnh                                 | – Bộ trưởng Bộ Tài chính Nhậm chức 24 tháng 5 năm 2013                                                  | Tổng Kiểm toán nhà nước Đinh Tiến Dũng từ Ninh Bình                        |
| – Bộ trưởng Bộ Công Thương Nhậm chức 9 tháng 4 năm 2016 | Thứ trưởng Trần Tuấn Anh từ Quảng Ngãi                                | – Bộ trưởng Bộ Nông nghiệp và Phát triển nông thôn Nhậm chức 28 tháng 7 năm 2016                        | Thứ trưởng Thường trực Nguyễn Xuân Cường từ Hà Nội                         |
| – Bộ trưởng Bộ Giao thông Vận tải Nhậm chức 26 tháng 10 năm 2017 | Cựu Thứ trưởng Nguyễn Văn Thể từ Đồng Tháp                            | – Bộ trưởng Bộ Xây dựng Nhậm chức 9 tháng 4 năm 2016                                                    | Thứ trưởng Phạm Hồng Hà từ Nam Định                                        |
| – Bộ trưởng Bộ Thông tin và Truyền thông Quyền Bộ trưởng từ 27 tháng 7 năm 2018 Nhậm chức 24 tháng 10 năm 2018                                                                                    | Chủ tịch, Tổng giám đốc Viettel Nguyễn Mạnh Hùng từ Bắc Ninh          | – Bộ trưởng Bộ Lao động – Thương binh và Xã hội Nhậm chức 9 tháng 4 năm 2016                            | Cựu Chủ tịch Hội đồng nhân dân tỉnh Đào Ngọc Dung từ Hà Nam                |
| – Bộ trưởng Bộ Văn hóa, Thể thao và Du lịch Nhậm chức 9 tháng 4 năm 2016 | Cựu Chủ tịch Ủy ban nhân dân tỉnh Nguyễn Ngọc Thiện từ Thừa Thiên Huế | – Bộ trưởng Bộ Khoa học và Công nghệ Nhậm chức 12 tháng 11 năm 2020                                     | Giám đốc Đại học Quốc gia Thành phố Hồ Chí Minh Huỳnh Thành Đạt từ Bến Tre |
| – Bộ trưởng Bộ Giáo dục và Đào tạo Nhậm chức 9 tháng 4 năm 2016 | Giám đốc Đại học Quốc gia Hà Nội Phùng Xuân Nhạ từ Hưng Yên           | – Bộ trưởng Bộ Y tế Quyền Bộ trưởng từ 7 tháng 7 năm 2020 Nhậm chức 12 tháng 11 năm 2020                | Thứ trưởng Thường trực Nguyễn Thanh Long từ Nam Định                       |
| – Bộ trưởng Bộ Tài nguyên và Môi trường Nhậm chức 9 tháng 4 năm 2016 | Thứ trưởng Trần Hồng Hà từ Hà Tĩnh                                    | – Bộ trưởng Bộ Tư pháp Nhậm chức 9 tháng 4 năm 2016                                                     | Thứ trưởng Lê Thành Long từ Thanh Hóa                                      |
| Cơ quan ngang bộ |                                                                       | |                                                                            |
| Chức vụ Nội dung phụ trách & Ngày nhậm chức | Đương chức                                                            | Chức vụ Nội dung phụ trách & Ngày nhậm chức                                                             | Đương chức                                                                 |
| – Bộ trưởng, Chủ nhiệm Văn phòng Chính phủ Nhậm chức 9 tháng 4 năm 2016 | Cựu Chủ tịch Ủy ban nhân dân tỉnh Mai Tiến Dũng từ Hà Nam             | – Bộ trưởng, Chủ nhiệm Ủy ban Dân tộc Nhậm chức 9 tháng 4 năm 2016                                      | Cựu Chủ tịch Ủy ban nhân dân tỉnh Đỗ Văn Chiến từ Tuyên Quang              |
| – Tổng Thanh tra Chính phủ Nhậm chức 26 tháng 10 năm 2017 | Cựu Chủ tịch Ủy ban nhân dân tỉnh Lê Minh Khái từ Bạc Liêu            | – Thống đốc Ngân hàng Nhà nước Việt Nam Nhậm chức 9 tháng 4 năm 2016                                    | Cựu Phó Thống đốc Lê Minh Hưng từ Hà Tĩnh                                  |